# Hôtel de Gaiffier d'Hestroy
L’hôtel de Gaiffier d’Hestroy et de Tamison est un hôtel de maître du xviiie siècle, situé rue de Fer, 24, à Namur (Belgique). Il héberge depuis 1964 le Musée des Arts anciens.

## Historique

### La famille de Gaiffier
La famille de Gaiffier s’est enrichie grâce à l’industrie et au commerce du drap dès 1137 on la retrouve citée. Elle accède aux fonctions publiques dès le xve siècle, est anoblie en 1635 par l’empereur Ferdinand II d’Autriche et est admise à l’état noble du comté de Namur en 1713. Les Gaiffier se scindent  en deux branches au xixe siècle : une branche principale des Vicomtes de Gaiffier d’Émeville  et une branche cadette des Barons de Gaiffier d’Hestroy). La famille de Gaiffier d'Hestroy a produit des échevins, un Gouverneur de la Province de Namur, un Ambassadeur plénipotentiaire à Paris, un Ambassadeur à Washington, un Ministre, un champion d'équitation médaillé Olympique, un Bollandiste, de nombreux militaires décorés, un Duc Grand d'Espagne. 

### La famille Tamison
Les Tamison appartiennent à une vieille famille patricienne et bourgeoise de la région namuroise. Anoblis au xvie siècle, ils s’unissent, à plusieurs reprises, par le mariage à la famille de Gaiffier.

### Le bâtiment
Le bâtiment est dans la famille Gaiffier dès 1596. Transformé vers 1730-1745 par la famille de Tamison, alors que Namur connaît de grandes transformations urbaines, l'hôtel de Gaiffier d’Hestroy intègre une structure plus ancienne, vraisemblablement du xviie siècle. Le mur de clôture de style Régence est ajouté en 1768.
En 1761, l’hôtel revient dans la famille et est légué à Pierre-Joseph Baudouin de Gaiffier († 1779), qui accepte en contrepartie de prendre les armes et le nom de Tamison. La demeure est désormais connue sous l’appellation « hôtel de Gaiffier de Tamison ».
En 1823, la demeure passe aux mains de Marie-Thérèse-Guillemine de Gaiffier († 1865) et de son époux, Anatole Comte Lallemant de Lévignen († 1828) : il portera désormais le nom d’hôtel de Gaiffier-de Lévignen.
Vers 1906, l’hôtel devient la résidence principale du Baron Paul de Gaiffier d’Hestroy, gouverneur de la Province de Namur de 1919 à 1937. En 1950, sa fille Ghislaine lègue le bâtiment à la Province de Namur sous le nom d’hôtel de Gaiffier d’Hestroy et de Tamison, et le 11 avril 1964, le Musée des Arts anciens du Namurois y est inauguré.
Les stucs sont reconnus patrimoine exceptionnel de Wallonie en 2003. Ils sont restaurés en 2014.

## Description
L'hôtel de Gaiffier d’Hestroy est bâti en retrait par rapport à la rue : il précédé d'une cour pavée délimitée par un mur de clôture de style Régence, conçu par l'architecte François-Joseph Beaulieu en 1768.
Vu depuis la rue, le porche central est entouré de manière symétrique de pilastres à refends ou ioniques, qui délimitent des panneaux décorés de stucs, dont deux bustes à la romaine, et est surmonté d'un fronton triangulaire avec motifs sculptés. La clé du portail mouluré en plein cintre est frappée d'une coquille.  Les stucs de cet avant-corps sont réalisés par Baptiste Jonquoy et Joseph Hustin, qui ont également travaillé sur l'hôtel de Groesbeeck-de Croix et l’abbaye de Floreffe.
L'hôtel est construit sur deux niveaux, en brique et calcaire sur haut soubassement de pierre. La façade arrière donne sur un jardin à la française.

## Galerie

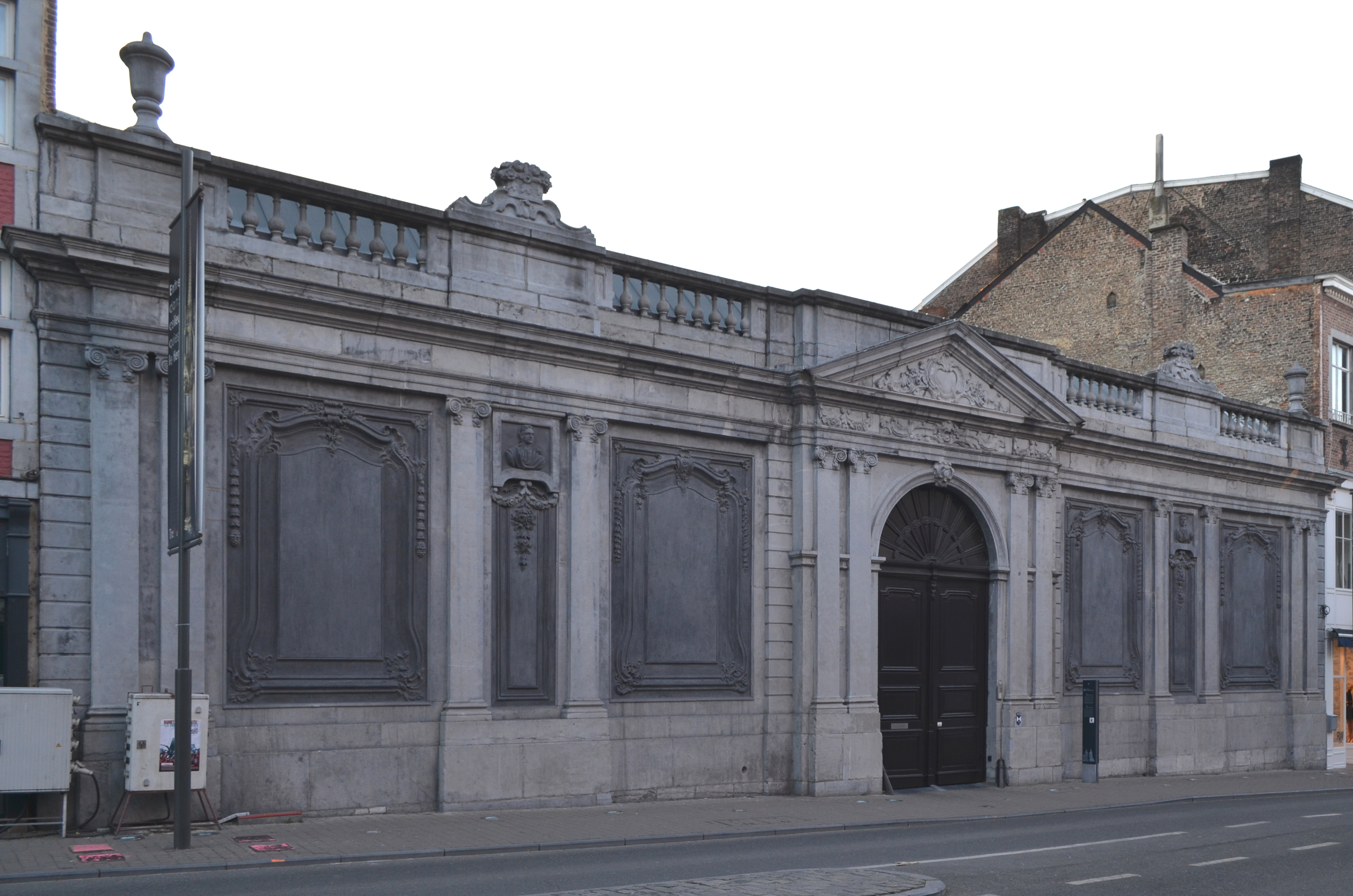
La façade de l'avant-corps, depuis la rue de Fer.
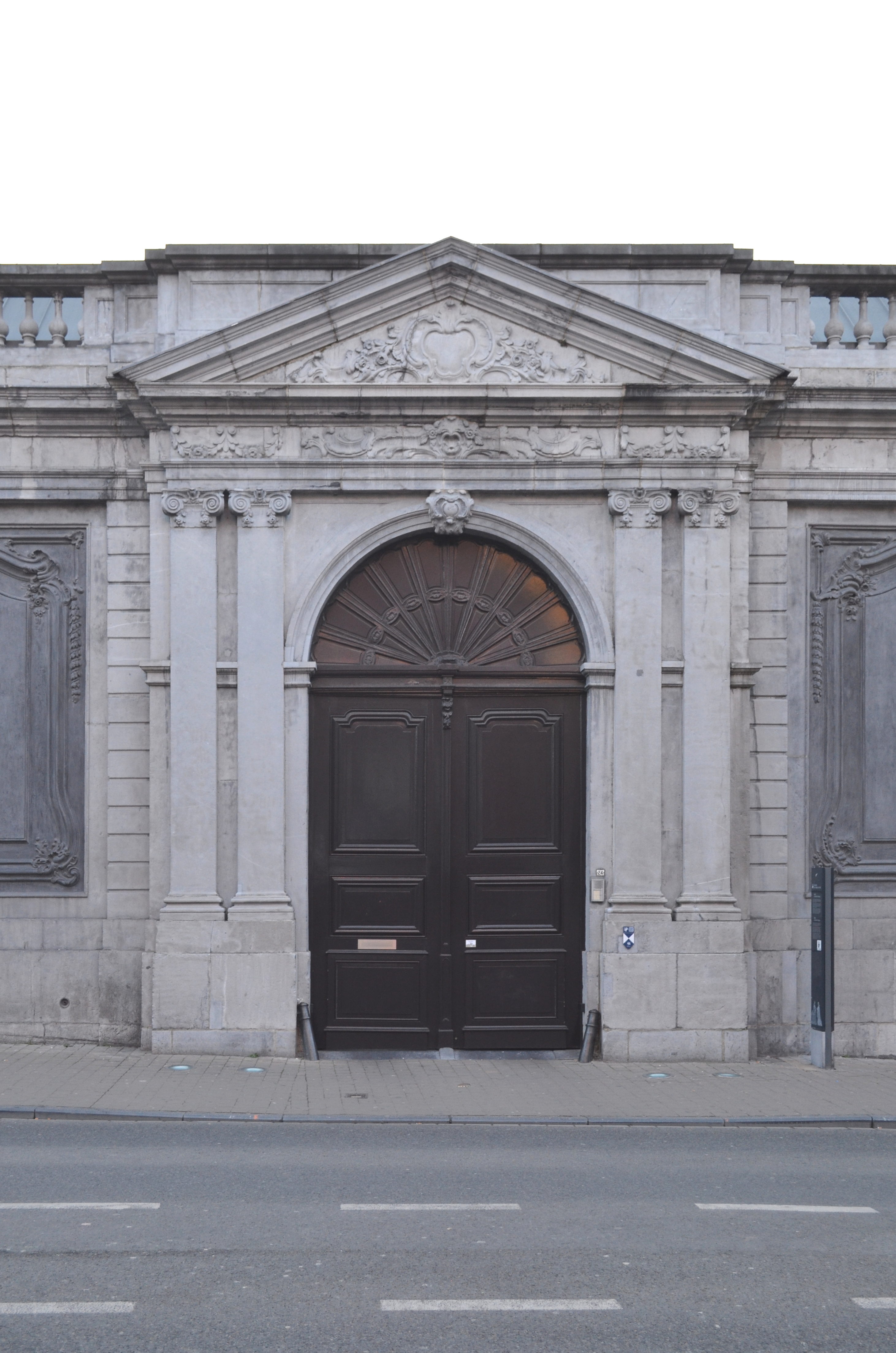
Le portail depuis la rue de Fer.
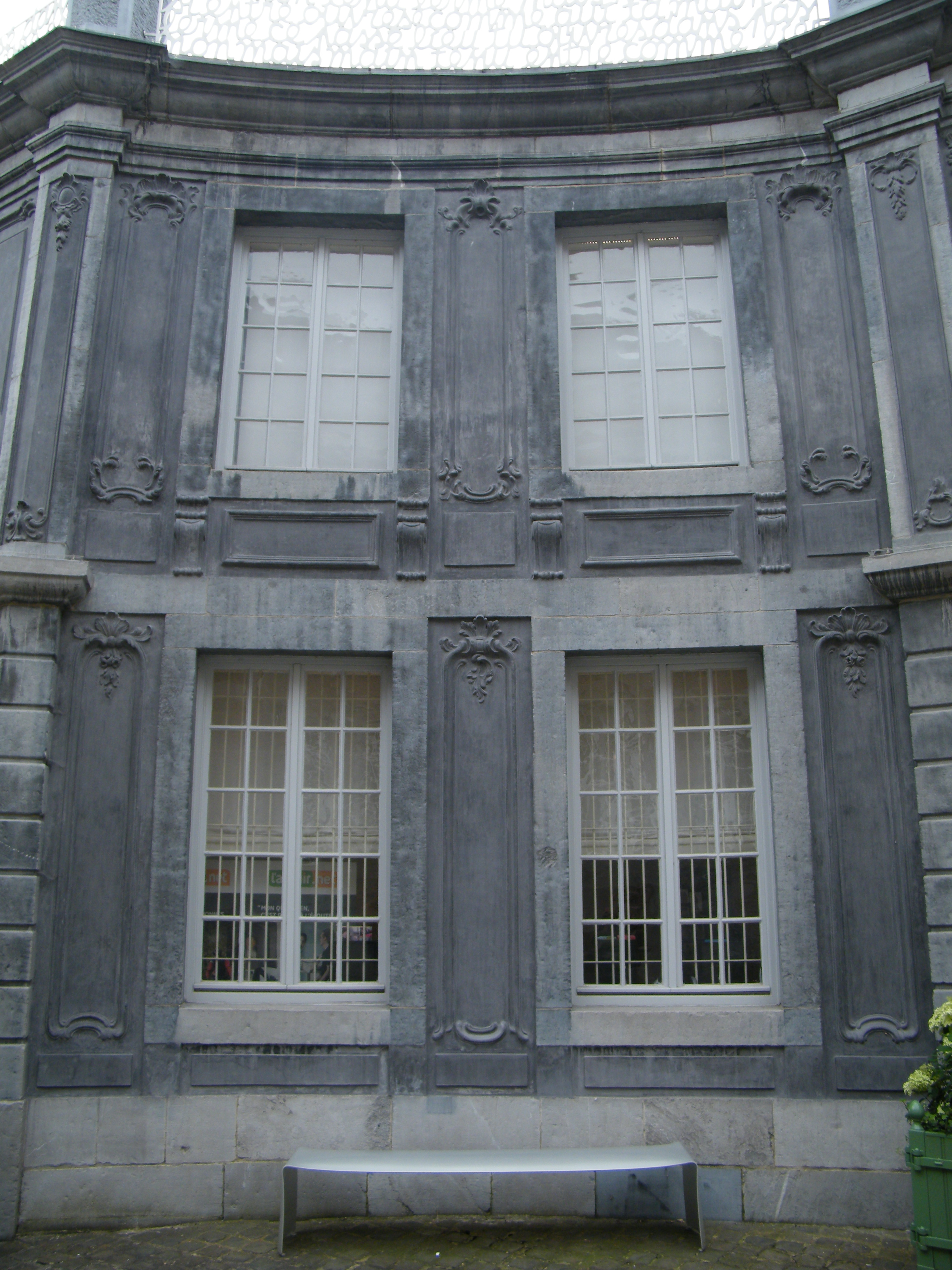
Les stucs, depuis la cour.
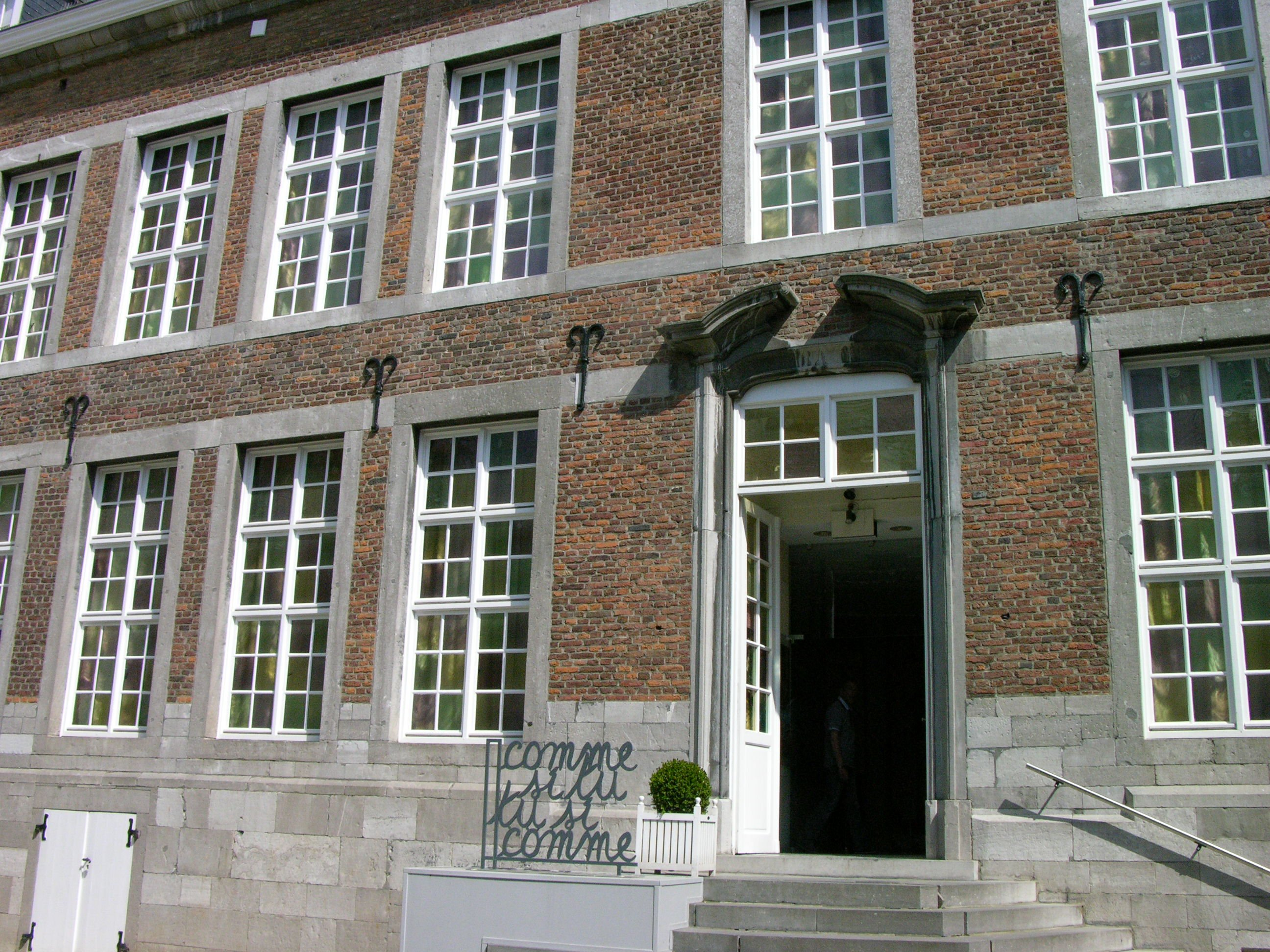
La façade de l'hôtel, depuis la cour.